# 后塍街道
后塍街道，是中华人民共和国江苏省苏州市张家港市下辖的一个乡镇级行政单位。
2021年3月2日，撤撤销金港镇。以原金港镇后塍中心、塍丰、塍德、金丰、文昌5个居委会和朱家宕、高桥、新塍、袁家桥、三角滩、学田、封庄、晨阳8个村委会区域为后塍街道行政区域。

## 行政区划
后塍街道下辖以下地区：
后塍中心、塍丰、塍德、金丰、文昌5个居委会和朱家宕、高桥、新塍、袁家桥、三角滩、学田、封庄、晨阳8个村委会。